# كريج فيديريغي
كريج فيديريغي (من مواليد 27 مايو 1969) هو نائب الرئيس الأول لهندسة البرمجيات في شركة أبل. يشرف فيديريغي بشكل مباشر علي تطوير آي أو إس، آي باد أو إس، ماك أو إس ونظم التشغيل الرئيسية في أبل. فريقه مسؤول عن تقديم البرامج في منتجات أبل، بما في ذلك واجهة المستخدم والتطبيقات والأطر.  

## حياته المبكره
بعد تخرجه من مدرسة أكلان الثانوية في لافاييت، كاليفورنيا، حصل فيديريغي على بكالوريوس العلوم في الهندسة الكهربائية وعلوم الكمبيوتر من جامعة كاليفورنيا، بيركلي، ولاحقًا درجة الماجستير في علوم الكمبيوتر من جامعة كاليفورنيا، بيركلي. هو من أصل إيطالي.  تزوج فيديريجي في 2014 ولديه أربعة أطفال. 

## مسيرته المهنية

### شركة نكست
عمل فيديريغي تحت إشراف ستيف جوبز في نكست.  انضم إلى أبل عندما استحوذت على نكست في عام 1996، لكنه تركها في عام 1999 لشركة أريبا لتكنولوجيا المعلومات الخاصة بالمؤسسات، حيث كان يشغل منصب مدير التكنولوجيا.

### العودة إلى أبل
عاد فيديريغي إلى أبل في عام 2009، حيث تم تعيينه لقيادة هندسة ماك أو إس  في وقت كانت فيه شركة أبل قد انتهت لتوها من تطوير ماك أو إس إكس سنو ليوبارد، والذي كان يحظى بتقدير كبير لتركيزه على الجودة.  في مارس 2011، خلف فيديريغي برتراند سيرليه في منصب نائب الرئيس لهندسة برامج ماك في أبل،  وفي أغسطس 2012 تمت ترقيته إلى منصب نائب الرئيس الأول، حيث كان مسؤولاً أمام الرئيس التنفيذي تيم كوك.  عند مغادرة سكوت فورستال لشركة أبل، تم توسيع دوره ليشمل آي أو إس بالإضافة إلى ماك أو إس. 
في سبتمبر 2017، واجه فيديريغي جدلاً بعد فشله في البداية في عرض ميزة التعرف علي الوجه بشكل صحيح على آيفون X. اعتبارًا من سبتمبر 2016، ورد أن فيديريغي يمتلك أكثر من 500000 سهم من أسهم أبل بقيمة حوالي 180 مليون دولار أمريكي في يونيو 2020. 